# 真田幸憲
真田 幸憲（さなだ ゆきのり、1875年（明治8年）1月4日 - 1950年（昭和25年）12月26日）は、日本の教育者。

## 経歴
秋田県出身。佐藤憲綱の二男として生まれ、真田家に入った。秋田県尋常師範学校を経て、1901年（明治34年）に東京高等師範学校を卒業した。秋田県立横手中学校教諭、秋田県師範学校教諭を経て、1905年（明治38年）に広島高等師範学校教諭・訓導となった。1910年（明治43年）、同教授となり、奈良女子高等師範学校教授を兼ね、翌年からは奈良女子高等師範学校専任となった。1919年（大正8年）から2年間欧米諸国に留学。帰国後は奈良女子高等師範学校附属高等女学校主事も兼ねた。

## 栄典
- 1912年（明治45年）1月31日 - 正七位[3]

## 著作
著書
- 『小学 修身教授法』 金港堂書籍、1902年8月
- 『近世教育の母 コメニウス』 金港堂書籍、1904年8月
- 『小学 農業科教授法』 三光堂、1904年9月
- 『修身科教授法』 同文館〈六学年小学校各科教授全書〉、1908年5月
- 『各科教授の重要問題 教授法真髄』 同文館、1909年4月
- 『国民教育の本領』 目黒書店、1912年11月
- 『学校管理法提要』 目黒書店、1914年1月
  - 『学校管理法提要』改訂版、目黒書店、1919年7月訂正三版
  - 『学校管理法提要』大正十三年改訂版 目黒書店、1924年3月
- 『分団教授原義』 目黒書店、1918年3月
- 『農村教育の方針及施設』 目黒書店、1919年3月
- 『私の西洋見物』 目黒書店、1922年5月
  - 『続私の西洋見物』 目黒書店、1922年12月
- 『西洋見物 お土産話』 目黒書店、1922年5月
- 『新時代の教育』 目黒書店、1924年9月
- 『公民教育資料』 目黒書店、1927年1月
- 『女学校用 新法制経済』 目黒書店、1927年9月
- 『米国の学校課外教育』 南光社、1928年10月
- 『実際教育主要問題の解決』 南光社、1929年9月
- 『最新公民教育・公民科教授の方法』 目黒書店、1932年9月
- 『農村の郷土・労作・公民教育』 東洋図書、1936年1月
- 『ハイスクール研究 : 米国教育制度の実際』 牧書房〈新教育叢書〉、1949年6月

訳書
- 『外国の読本から』 三国久装絵、目黒書店、1923年8月

## 関連文献
- 楠本恭之 「真田幸憲にみる個としての児童理解」（『広島大学教育学部紀要』第1部第46号、1998年3月、NAID 40005018828）

| 公職          | 公職                                                       | 公職                       |
| ------------- | ---------------------------------------------------------- | -------------------------- |
| 先代 小川正行 | 奈良女子高等師範学校附属高等女学校主事 1923年 - 1943年     | 次代 主事事務取扱 日田権一 |
| 先代 （新設） | 奈良女子高等師範学校附属実科高等女学校主事 1916年 - 1919年 | 次代 木下竹次              |
| 先代 （新設） | 奈良女子高等師範学校附属小学校主事 1911年 - 1919年         | 次代 木下竹次              |